# Рот, Джо
Джо Рот  (англ. Joe Roth; родился 13 июля 1948) — американский кинорежиссёр и продюсер. В 1987 году явился сооснователем компании по производству кинофильмов Morgan Creek Productions. Кроме того, в 1989—1993 годах был председателем совета директоров компании 20th Century Fox, в 1993—1994 возглавлял Caravan Pictures, а также в 1994—2000 годах — Walt Disney Studios. В 2000 году создал компанию Revolution Studios.

## Биография и карьера
Джо Рот родился в Нью-Йорке (штат Нью-Йорк), его отец, Лоуренс Рот, был прорабом на заводе по изготовлению пластмасс. В 1959 году отец записал Джо в качестве истца в Американский союз защиты гражданских свобод, поддержав идею об отмене молитвы в государственных школах. Дело слушалось в Нью-Йорке, однако получило большую огласку и в 1962 году дошло до Верховного Суда США. Суд постановил, что применение молитвы неконституционно (Первая поправка, дело Engel v. Vitale).
За карьеру Джо Рот выступал продюсером более 40 фильмов, а также режиссёром шести картин, в том числе комедийной драмы 1990-х «Кадиллак» (в которой был задействован культовый автомобиль Cadillac Coupe de Ville), а также романтической комедии 2001 года Любимцы Америки.
Журнал Premiere Magazine в 2003 году составляя список самых влиятельных людей Голливуда, поставил его на шестую строчку, отметив на 76-й церемонии вручения премии «Оскар». В октябре 2007 года Рот заявил, что процедура передачи прав на компанию Revolution Studios Sony Pictures окончена, а она сама будет закрыта. Сам же Джо Рот станет продюсером Sony Pictures.
13 ноября 2007 года Рот вместе с Полом Алленом стал владельцем контрольного пакета клуба MLS, базирующегося в Сиэтле, «Сиэтл Саундерс», выступающего c 2009 года на арене «Сенчури Линк-филд».
Его родственником является кинопродюсер Сэмюэл Аркофф.